# کی اینو
کی اینو (انگلیسی: Kei Inoo؛ زادهٔ ۲۲ ژوئن ۱۹۹۰) بازیگر، خواننده، وکالیست، و رقصنده اهل ژاپن است. وی از سال ۲۰۰۱ میلادی تاکنون مشغول فعالیت بوده‌است.